# 电信

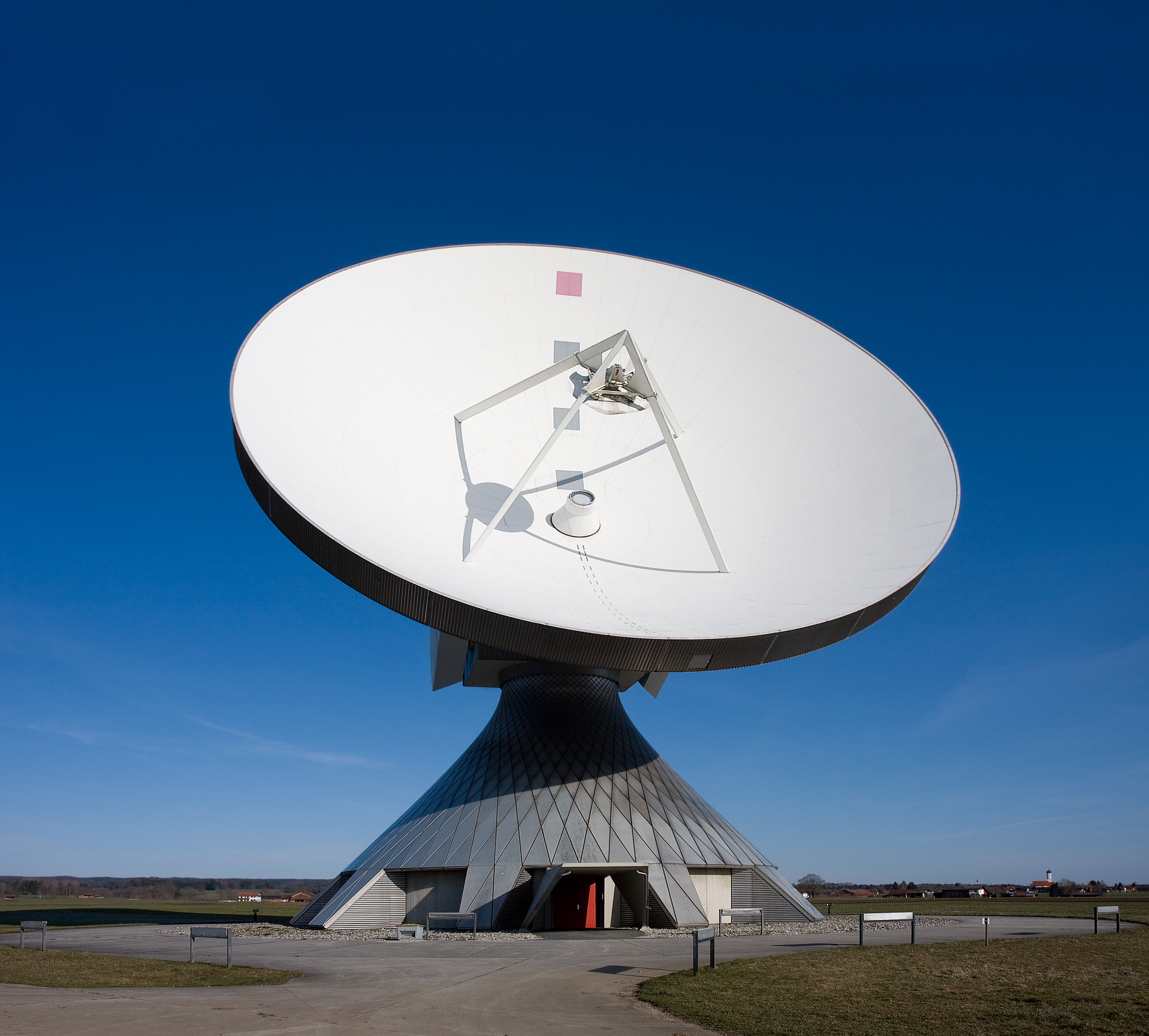
在德国巴伐利亚的最大卫星通信设施的抛物面天线

电信又称电讯（英語：Telecommunication），是用电磁设备实现的利用有线电、无线电或光传输信息的通信方式。电信起源于19世纪发明的有线电报和有线电话，20世纪无线电的发明以及电子管、晶体管和集成电路的出现和发展把电信带入了全新的发展时期，无线电报、广播、电视、卫星通信、数据通信、光纤通信、因特网等技术的应用使人类社会开始发生深刻的变化。

## 发展历史

### 电报与电话

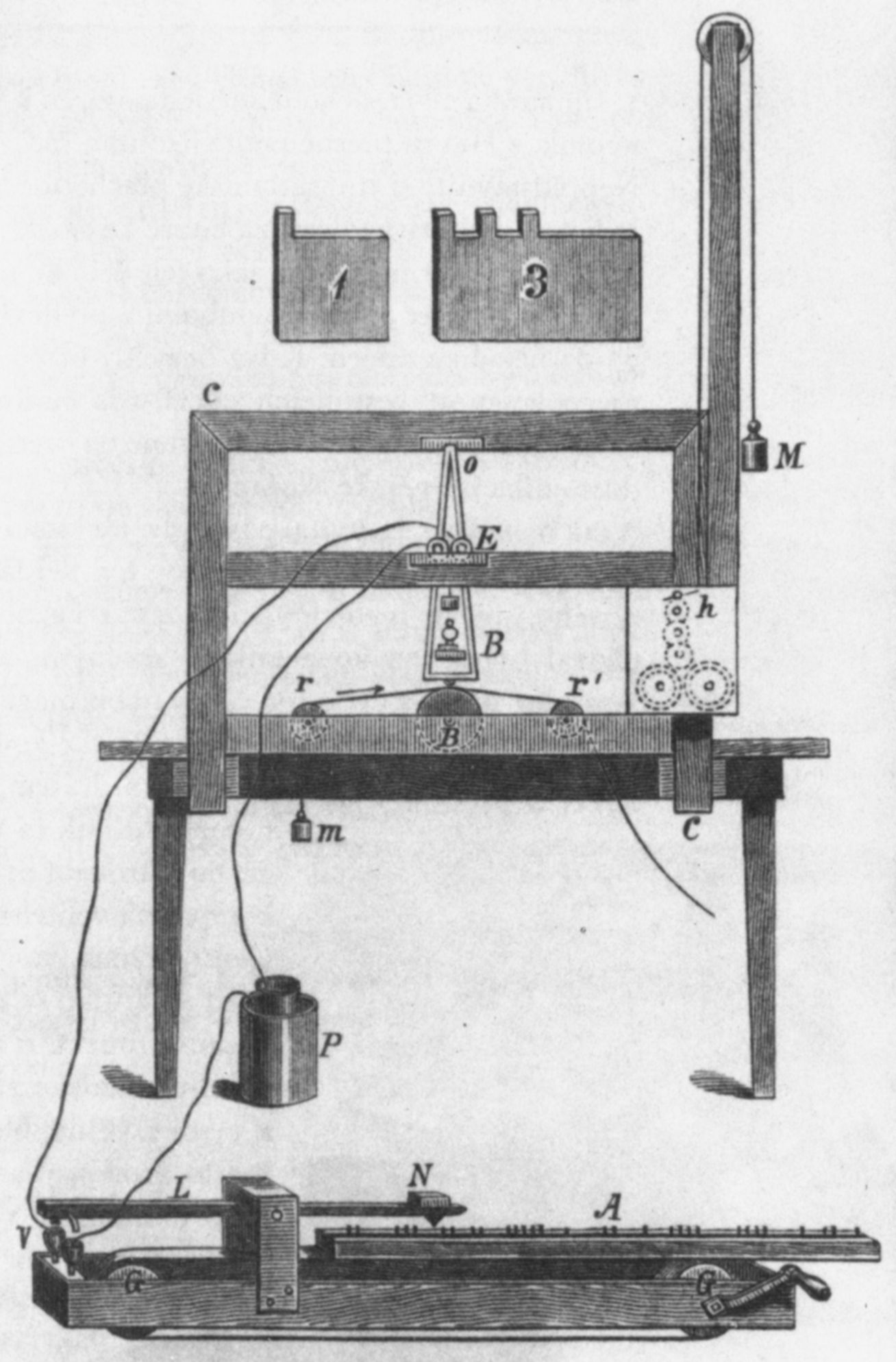
摩尔斯电报机

18世紀时，欧洲的科学家逐渐发现了电的各种性质，开始有人研究用电传递消息的可行性。1837年，英国物理学家查尔斯·惠斯通（Charles Wheatstone）和威廉·库克（William Fothergill Cooke）发明了第一个实用的有线电报系统并申请了专利，两年后建成了世界上第一条商用电报线路。几乎同时，美国商人萨缪尔·摩尔斯和物理学家约瑟夫·亨利（Joseph Henry）也独立发展出了电报系统。1837年，摩尔斯在机械工程师阿尔弗雷德·威尔（Alfred Vail）的帮助下发明的电磁式电报机在美国取得了专利。摩尔斯和威尔提出的摩尔斯电码使电报可以非常方便高效地拍发字母和数字，因此摩尔斯人工电报机和摩尔斯电码得到了非常广泛的应用。最初的电报使用架空铁线在陆地上传送信号，1850年英国在英吉利海峡铺设了世界上首条海底电报线，1866年横跨大西洋的海底电缆铺设成功，之后建成的多条越洋和跨海电缆组成了全球电报通信网。

### 无线电与电视
1832年時，詹姆斯·鲍曼·林赛在課堂上向學生示範用水的傳導來傳遞無線電報。

### 现代电信
1948年，当时工作于贝尔实验室的克劳德·香农发表了论文“通信的数学原理”，这一标志性的论文创建了分析通信系统的数学理论方法，也即信息论。信息论使我们可以根据信道的带宽和信噪比特性推算其容量。在论文发表的时代，电信系统主要是基于模拟电路系统。此后，随着数字集成电路的大量普及，电信系统的设计可以充分利用信息论的理论指导提升性能。由此，数字信号处理也成为一个新的领域。

## 核心概念

### 通信系统
組成通信系統的基本要素包括發信機，信道以及收信機。發信機負責將信息進行編碼或轉換成適合傳輸的信號。信號通過信道傳輸至收信機。在傳輸過程中，由於噪聲的存在，信號不可避免的會受到改變。收信機端試圖應用適當的解碼手段從劣化的信號中恢覆信息的原樣。描述信道的一個重要指標是帶寬。通信系統的結構可以是點對點，也可以是一點對多點，廣播則是一種特殊的一點對多點的傳播形式。

### 调制与解调
調變是指将信息转换成适合远距离传播的模拟信号的处理过程。

### 編碼与解码
主要数字信道编码方式：汉明码、格雷码、二进制码、Turbo碼。

### 其他
实际的通信信道不可避免的存在各种缺陷，其中包括：霰彈噪声、热噪声、延迟、非线性传输函数、衰落、带宽限制以及信号反射等等。在一些当前的电信系统设计中，这些缺陷可以被利用来改善信道传输的质量。现代通信系统普遍对于时间同步提出很高的要求。精确定时技术与通讯技术发展之间有着紧密的联系。大多数现代广域通讯系统都以原子钟作为时间基准。

## 外部連結
- ITU （页面存档备份，存于）（國際電信聯盟）